# Steyr
Steyr es una ciudad austríaca perteneciente al estado federado de Alta Austria, además de ser también capital del distrito de Steyr-Land. Es una de las ciudades principales de Alta Austria y una de las más pobladas e importantes del país.

## Geografía
Steyr está situado a 310 metros sobre el nivel del mar junto al río Enns y el río Steyr, cerca de la frontera con Baja Austria. 
Sus dimensiones son de 7 km de norte a sur y 7,8 km de este a oeste. 
El 2,8 % de su superficie está cubierta de bosque, mientras que el 11,1 % se dedica a la agricultura.

## Economía
Steyr fue la ciudad donde nacieron las industrias Steyr-Daimler-Puch A.G. y Steyr Mannlicher dedicadas a la fabricación de coches y motocicletas la primera y a la fabricación de armas la segunda.

## Enlaces externos

Imagen panorámica de Steyr (en diciembre de 2006).